# Głumcze
Głumcze (bułg. Глумче) – wieś w Bułgarii, w obwodzie Burgas, w gminie Karnobat. W 2023 roku liczyła 95 mieszkańców.